# Martha Romo Cuéllar
Martha Estela Romo Cuéllar (14 de marzo de 1985) es una política mexicana, miembro del Partido Acción Nacional (PAN). Ha sido diputada federal para el periodo de 2018 a 2021 y reelegida para el de 2021 a 2024.

## Biografía
Es licenciada en Nutrición por la Universidad del Valle de Atemajac y maestra en Nutrición por la Universidad Antropológica de Guadalajara. Tiene estudios de diplomados en Administración Pública y Gestión de Recursos y en Análisis en Políticas Públicas, ambos por el Instituto Efraín González Luna.
Tiene una larga carrera político en la estructura del PAN en Jalisco. De 2000 a 2012 fue secretaria de Afiliación, de 2012 a 2013 secretaria Juvenil y de 2014 a 2016 secretaria general, todo en el comité municipal de Encarnación de Díaz. En 2016 pasó al comité estatal del partido, donde se año fue directora de Inclusión y Equidad y de 2016 a 2021 directora de Promoción Política de la Mujer. 
En las elecciones federales de 2018 fue postulada candidata de la coalición Por México al Frente a diputada federal por el Distrito 2 de Jalisco, logrando el triunfo al recibir el 55.07% de los votos, frente al 16.33% de su más cercano contrincante, Luis Fernando Torres Martín de la coalición Juntos Haremos Historia. Representó dicho distrito en la LXIV Legislatura de dicho año al de 2021; en ella fue secretaria de la comisión de Salud; e integrante de las comisiones de Atención a Grupos Vulnerables; y, de Ganadería.
Para el proceso electoral de 2021 fue postulada a la reelección al mismo cargo y distrito por la coalición Va por México, siendo reelegida con el 38.72% de los votos, contra el 34.32% del candidato de Movimiento Ciudadano Edgar Alfredo González Chávez. Se integró en la LXV Legislatura en donde fue secretaria de las comisiones de Derechos de la Niñez y Adolescencia; y, de Salud; e integrante de la comisión de Ganadería.